# Annona nutans
Annona nutans este o specie de plante angiosperme din genul Annona, familia Annonaceae. A fost descrisă pentru prima dată de Robert Elias Fries, și a primit numele actual de la Robert Elias Fries. Conform Catalogue of Life specia Annona nutans nu are subspecii cunoscute.